# Moejinga Linga
Moejinga Linga, gehuwd Aboikoni (Brokopondo, 11 december 1983), is een Surinaams bestuurder. Ze was onderdirecteur op het ministerie van Regionale Ontwikkeling en directeur van de Stichting Fonds Ontwikkeling Binnenland. Daarnaast was ze bestuurslid van het Comité Slachtoffers en Nabestaanden van Politiek Geweld. Sinds 2019 is ze directeur van het Instituut voor de Dekolonisatie van Suriname.

## Biografie
Linga werd geboren in Brokopondo en studeerde vanaf 2004 aan de Anton de Kom Universiteit van Suriname (AdeKUS) en slaagde hier in 2009 voor een bachelorgraad in Bestuurskunde. Aansluitend studeerde ze drie jaar Bestuurskunde aan de FHR School of Governance en volgde vervolgens nog vier jaar de studie Onderwijs en Onderzoek voor Duurzame Ontwikkeling aan de AdeKUS en sloot deze in 2017 af met de titel Master of Science. Daarnaast volgde ze een groot aantal cursussen en trainingen. Verder is ze lid van de politieke partij Broederschap en Eenheid in de Politiek (BEP).
Ze werkte naast haar studie en volgde in december 2010 Ronny Pansa op als onderdirecteur van het Onderdirectoraat Ontwikkeling Binnenland en Kustgebied van het ministerie van Regionale Ontwikkeling. Hier bleef ze aan tot juli 2012 Daarnaast werd ze in februari 2012 benoemd tot directeur van de Stichting Fonds Ontwikkeling Binnenland (SFOB).
Daarnaast is zij sinds de oprichting in 2016 bestuurslid bij het Comité Slachtoffers en Nabestaanden van Politiek Geweld, die zich richt op de vertegenwoordiging van actoren en nabestaanden tijdens de Decembermoorden (1982) en de Binnenlandse Oorlog (1986-1992). Ook nam zij zitting in de Commissie Slachtoffers en Nabestaanden van Politiek Geweld die in 2017 door het ministerie van Binnenlandse Zaken werd ingesteld om te komen tot een nationale Dag van Nationale Rouw.
In 2019 trad ze aan als algemeen directeur van het nieuw-opgerichte Instituut voor de Dekolonisatie van Suriname (Dekosur), met daarin Dew Baboeram (Sandew Hira) als wetenschappelijk directeur. Het instituut wil een encyclopedie van zes delen publiceren met daarin een herschreven versie van de Surinaamse geschiedenis.